# Johannes de Witte
Johannes de Witte (Brugge, 6 augustus 1475 - 15 augustus 1540) was een Vlaams humanist, predikheer en bisschop.

## Levensloop
Jan de Witte alias Johannes Albus was de zoon van de Brugse koopman Jan de Witte, heer van Ruddervoorde, raadgever van de hertogen van Bourgondië en burgemeester van Brugge. Een drieluik van een anonieme meester, dat zich in de Koninklijke Musea voor Schone Kunsten in Brussel bevindt, toont De Witte senior op het linkerpaneel en zijn tweede echtgenote, Maria Hoose, op het rechterpaneel. De familie De Witte dreef handel met Spanje en De Witte junior werd ca. 1490 naar dit land op stage gestuurd. Hij trad er toe tot het noviciaat van de predikheren in Valladolid.
In 1506 werd pater De Witte opgeroepen om aan het Hof te resideren en als tweetalige Spaans-Nederlands leermeester te worden van de kinderen van Filips de Schone en Johanna van Castilië. Het is waarschijnlijk dat hij toen naar de Nederlanden, meer bepaald naar Mechelen terugkeerde. Hij was er vooral actief als taalleraar (en subsidiair als biechtvader) van de prinsessen Eleonora, Isabella en Maria in het Hof van Savoye. In 1507 duidde keizer Maximiliaan I een opvolger aan, maar door toedoen van Margaretha van Oostenrijk bleef De Witte aan voor de negenjarige Eleonora, die hem graag mocht.
In 1514 werd De Witte titulair bisschop van Salubrië 'in partibus infidelium'. In 1517 werd hij door de Nederlandse paus Adrianus VI tot bisschop van Santiago de Cuba benoemd, de eerste in deze functie. Hij resideerde waarschijnlijk in Cuba van 1517 tot in 1522 en van 1528 tot 1530, jaar waarin hij aan de bisschopszetel verzaakte.
De Witte trok zich terug in Brugge waar hij een statig bisschoppelijk 'paleis' bewoonde, het 'Hof van Veurne' aan de Garenmarkt, dat later in herinnering aan hem soms 'Hof van Cuba' werd genoemd.

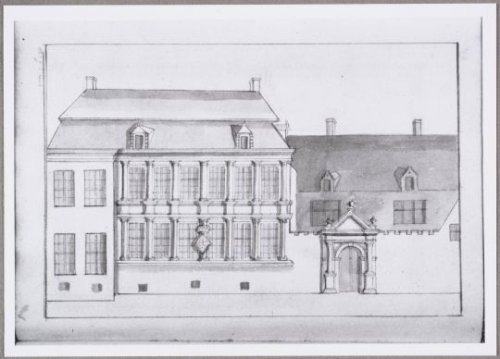
Hof van Cuba

## De stichting
In zijn testament liet De Witte middelen voorzien (aangevuld door giften van zijn oud-leerlinge Eleonore, ondertussen getrouwd met de Franse koning Frans I, voor de oprichting van een leerstoel waar cursussen zouden worden gegeven over letteren, filosofie en theologie.
Cornelis van Baersdorp was de uitvoerder van het testament. De eerste cursus aan het Collegium Bilingue of ook de Fundatie Cuba, werd in 1541 gegeven door Joris Cassander. Hij sprak een lofrede uit over de schenker. Jacobus Meyerus van zijn kant, bezong in een huldedicht de vrijgevigheid van De Witte en van koningin Eleonore. De lessen werden in het openbaar in stadsgebouwen gegeven en dit tot in 1580, jaar waarin er onder het calvinistisch bestuur een einde aan kwam.

## Voetnoten
1. ↑  Geoffrey Parker, Emperor. A New Life of Charles V, 2019, p. 20

- Biblioteca Nacional de España: XX1201257
- International Standard Name Identifier: 0000 0000 5930 1802
- Library of Congress Control Number: no2006016351
- Virtual International Authority File: 2600147727689664710004